# El Cuarteto de Nos
El Cuarteto de Nos ist eine uruguayische Rockband, die seit 1980 aktiv ist.

## Bandgeschichte
Die Band gründete sich Anfang der 1980er Jahre durch die Brüder Ricardo und Roberto Musso in Montevideo. Als sie 1984 ihre erste Veröffentlichung gemeinsam mit dem Musiker Alberto Wolf herausbrachten, waren bereits Santiago Tavella und Álvaro Pintos zur Band dazugestoßen. 1986 erschien mit Soy una arveja das erste Studioalbum. Durch außergewöhnliche Auftritte und durch das Album Otra Navidad en las Trincheras (1994) wurde die Band in Uruguay und in anderen lateinamerikanischen Ländern mit der Zeit immer bekannter.
Vier ihrer Alben wurden mit Platin und sechs mit Gold ausgezeichnet. Das Album Raro (2006) erhielt neunmal Platin. Für die Single Yendo a la casa de Damián war die Band 2007 für den Latin Grammy in der Kategorie „Bester Rocksong“ nominiert. Die Band gewann 2012 zwei Latin Grammys als „Bester Rocksong“ für das Lied Cuando sea grande.

## Mitglieder
Die Band ist inzwischen kein Quartett mehr, sondern mit dem Gitarristen Gustavo Antuña und Santiago Marrero eine fünfköpfige Band, denn Ricardo Musso ist nicht mehr dabei.
Der im Jahr 1961 in Montevideo geborene Santiago Tavella hat neben Architektur, Malerei und Digitaltechnik musikalische Komposition und Gesang studiert. Er ist als Autor, Kurator und Künstler tätig. Seite Arbeiten stellt er seit 1990 aus, einige sind Teil der Sammlung des Nationalen Museum für Bildende Kunst in Uruguay. In der Band ist er als Bassist eingesetzt musiziert jedoch seit 2009 auch als Solist.

## Diskografie
- 1984: El Cuarteto de Nos – Alberto Wolf
- 1986: Soy una arveja
- 1988: Emilio García
- 1990: Canciones del Corazón
- 1994: Otra Navidad en las Trincheras
- 1995: Barranca Abajo
- 1995: La misma porquería
- 1996: El Tren Bala
- 1998: Revista ¡¡Ésta!!
- 2000: Cortamambo
- 2004: El Cuarteto de Nos (UY: Gold)[5]
- 2006: Raro (EMI Group)
- 2009: Bipolar
- 2010: Lo mejor de El Cuarteto de Nos
- 2012: Porfiado
- 2014: Habla tu Espejo
- 2017: Apocalipsis Zombi
- 2019: Jueves
- 2022: Lámina Once